# Robert Brandt
Helmer Robert Wilhelm Brandt, född 27 oktober 1925 i Norrköping, död 28 februari 2001 i Stockholm, var en svensk skådespelare, regissör, manusförfattare, filmproducent och sångtextförfattare. Han var brorson till Torsten Brandt.

## Filmografi

### Regi
- 1954 – Flickan, hunden och bilen
- 1954 – Hjälpsamma herrn (regi, manus)
- 1957 – Blondin i fara
- 1965 – Calle P

### Roller
- 1954 – Vi ser på TV
- 1962 – En nolla för mycket

## Teater

### Roller (ej komplett)
| År   | Roll        | Produktion                                                                | Regi             | Teater        |
| ---- | ----------- | ------------------------------------------------------------------------- | ---------------- | ------------- |
| 1945 | Fernande    | Nattlig ankomst (Ankunft bei Nacht) Hans Rothe                            | Per-Axel Branner | Nya Teatern   |
| 1947 | Barberaren  | Född igår (Born Yesterday) Garson Kanin                                   | Per-Axel Branner | Nya Teatern   |
| 1948 | Barmästaren | Henne vi glömmer: Krista (Krista) Knud Sønderby                           | Sven Lindberg    | Nya Teatern   |
| 1953 |             | Saken är Oscar (Anything Goes) P.G. Wodehouse, Guy Bolton och Cole Porter | Georg Funkquist  | Oscarsteatern |